# Richebourg (spion)
Richebourg, född ca 1768, död 1858, var en fransk hovdvärg och spion.
Richebourg, som lär ha varit endast 68 cm lång, var anställd som hovdvärg hos den franska prinsessan Louise Marie Adelaide av Bourbon. Han tjänstgjorde som spion under franska revolutionen. Han förmedlade hemliga meddelanden över fiendelinjerna, "förklädd" som en baby som drack ur nappflaskan.